# John Isaac Briquet
John Isaac Briquet ( Ginebra, 13 de marzo de 1870 – ibíd. 26 de octubre de 1931 ) fue un botánico y pteridólogo suizo.

## Biografía
Era hijo de un empresario y filántropo, Édouard y de Lucie Amélie Bosson. John Briquet estudia en Ginebra y en Berlín. Se casará en 1896 con Esther Cuchet. Recibido su doctorado en 1891, será curador del Conservatorio y Jardín Botánico de Ginebra en 1896, para luego dirigirlo de 1906 a 1931. Además de agrandarlo, lo dotó de numerosas especies, permitiendo trabajos en taxonomía vegetal y de la Historia de las ciencias. Contribuyó grandemente en la adopción de las reglas de la nomenclatura botánica por sus publicaciones notablemente con Recueil Synoptique de 1930.

## Publicaciones
Lista no exhaustiva
- Les Labiées des Alpes Maritimes, Matériaux pour servir à l'Histoire de la Flore des Alpes Maritimes, Genève, 1891-1895, 3 volumes.
- Monographie du genre Galeopsis, Académie Royale des Sciences, des Lettres et des Beaux-Arts de Belgique, Mémoires couronnés et Mémoires des Savants étrangers, Tome LII (1893), xi-323 p.
- Études sur les Cytises des Alpes Maritimes, Matériaux pour servir à l'Histoire de la Flore des Alpes Maritimes, Genève, 1894, 202 p.
- Monographie des Buplèvres des Alpes Maritimes, Matériaux pour servir à l'Histoire de la Flore des Alpes Maritimes, Genève, 1897, 131 p.
- Monographie des Centaurées des Alpes Maritimes, Matériaux pour servir à l'Histoire de la Flore des Alpes Maritimes, Genève, 1902, 193 p.
- Texte synoptique des documents destinés à servir de base aux débats du Congrès International de Nomenclature Botanique de Vienne 1905, Berlín, 1905, 160 p.
- Recueil des documents destinés à servir de base aux débats de la section de nomenclature systématique du Congrès international de botanique de Bruxelles 1910, Berlín, 1910, 58 p.
- Prodrome de la flore corse comprenant les résultats botaniques de six voyages exécutés en Corse sous les auspices de M. Émile Burnat, Genève, Bâle, Lyon, Paris, 1910-1938.
- Émile Burnat : Autobiographie publiée avec une étude sur le botaniste et son œuvre, des souvenirs et documents divers par John Briquet et François Cavillier. Genève, Conservatoire Botanique, 1922, vii, 185 p.
- Avis préalable du Bureau Permanent et des Commissions de Nomenclature sur les motions soumises aux débats de la sous-section de nomenclature du Ve Congrès international de botanique de Cambridge (Angleterre) 1930, Berlín, 1930, 25 p.
- Recueil synoptique des documents destinés à servir de base aux débats de la sous-section de nomenclature du Ve Congrès international de botanique de Cambridge (Angleterre) 1930, Berlín, 1930, 142 pp.

## Honores

### Eponimia
Género
- (Malvaceae) Briquetia Hochr.[2]

Especies (54 + 14 + 4 + 3)
- (Amaryllidaceae) Haylockia briquetii (J.F.Macbr.) H.H.Hume[3]

- (Araliaceae) Polyscias briquetiana (Bernardi) Lowry & G.M.Plunkett[4]

- (Asteraceae) Hieracium briquetianum Arv.-Touv. ex Briq.[5]

- (Asteraceae) Rhodanthemum briquetii (Maire) B.H.Wilcox, K.Bremer & Humphries[6]

- (Lamiaceae) Thymus × briquetianus Ronniger ex Machule[7]

- (Myrtaceae) Myrtus briquetii Sennen & Malag.[8]